# فريدريك بورن
فريدريك بورن هو دبلوماسي سويسري، ولد في 10 يونيو 1903 في لانجينثال ‏ في سويسرا، وتوفي في 14 يناير 1963 في Zollikofen ‏ في سويسرا.